# Catharine Carter Critcher

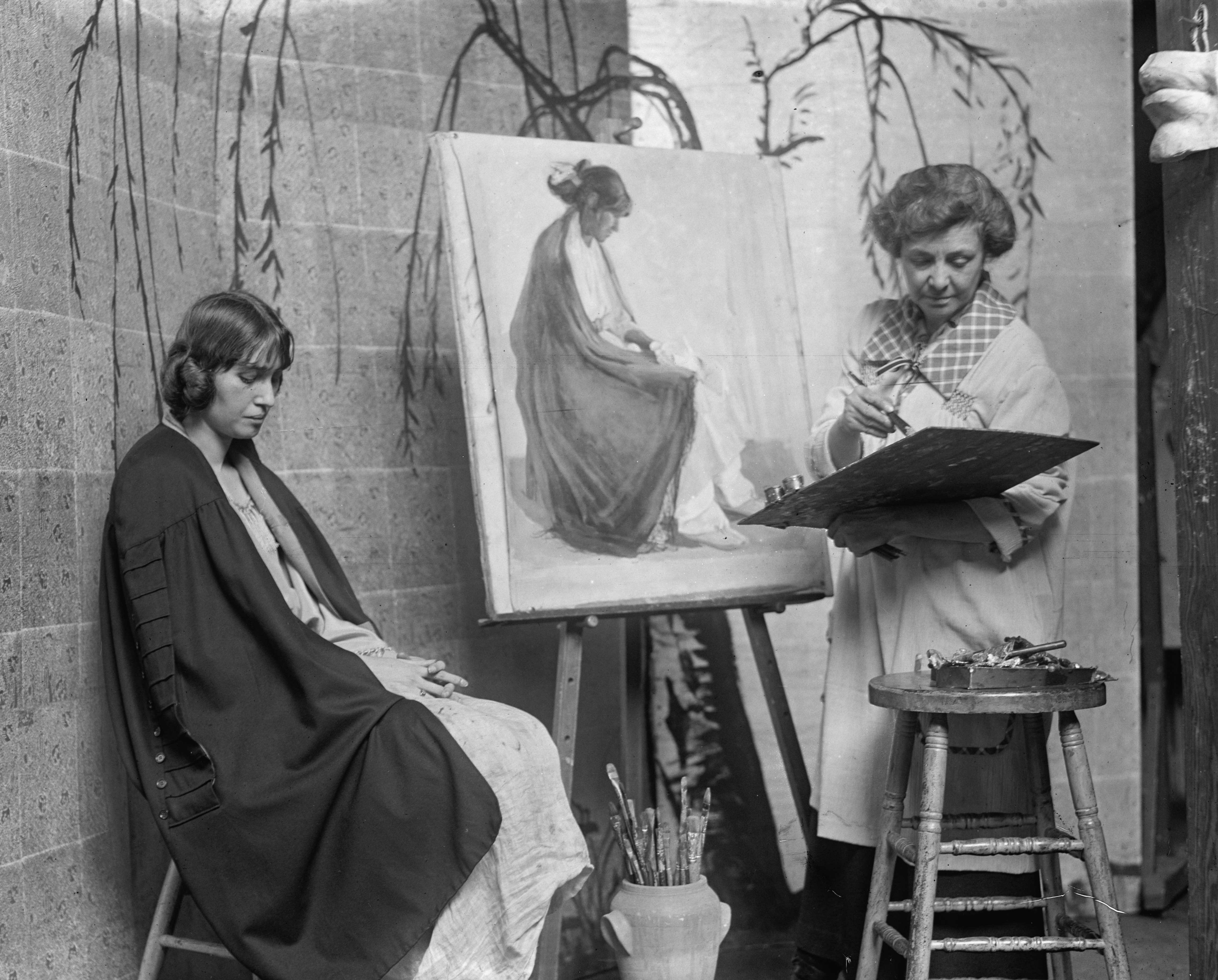
Catherine C. Critcher, 1923

Catharine Carter Critcher (* 13. September 1868 in Westmoreland County, Virginia; † 11. Juni 1964 in Blackstone, Virginia) war eine US-amerikanische Malerin und die einzige Frau, die in die Taos Society of Artists aufgenommen wurde.

## Leben
Catharine Critcher wurde als Tochter des Richters John Critcher und Elizabeth Thomasia Kennon (Whiting) Critcher geboren. Sie wuchs auf der Familienplantage Audley in Oak Grove, Virginia, auf und interessierte sich schon früh für die Malerei.

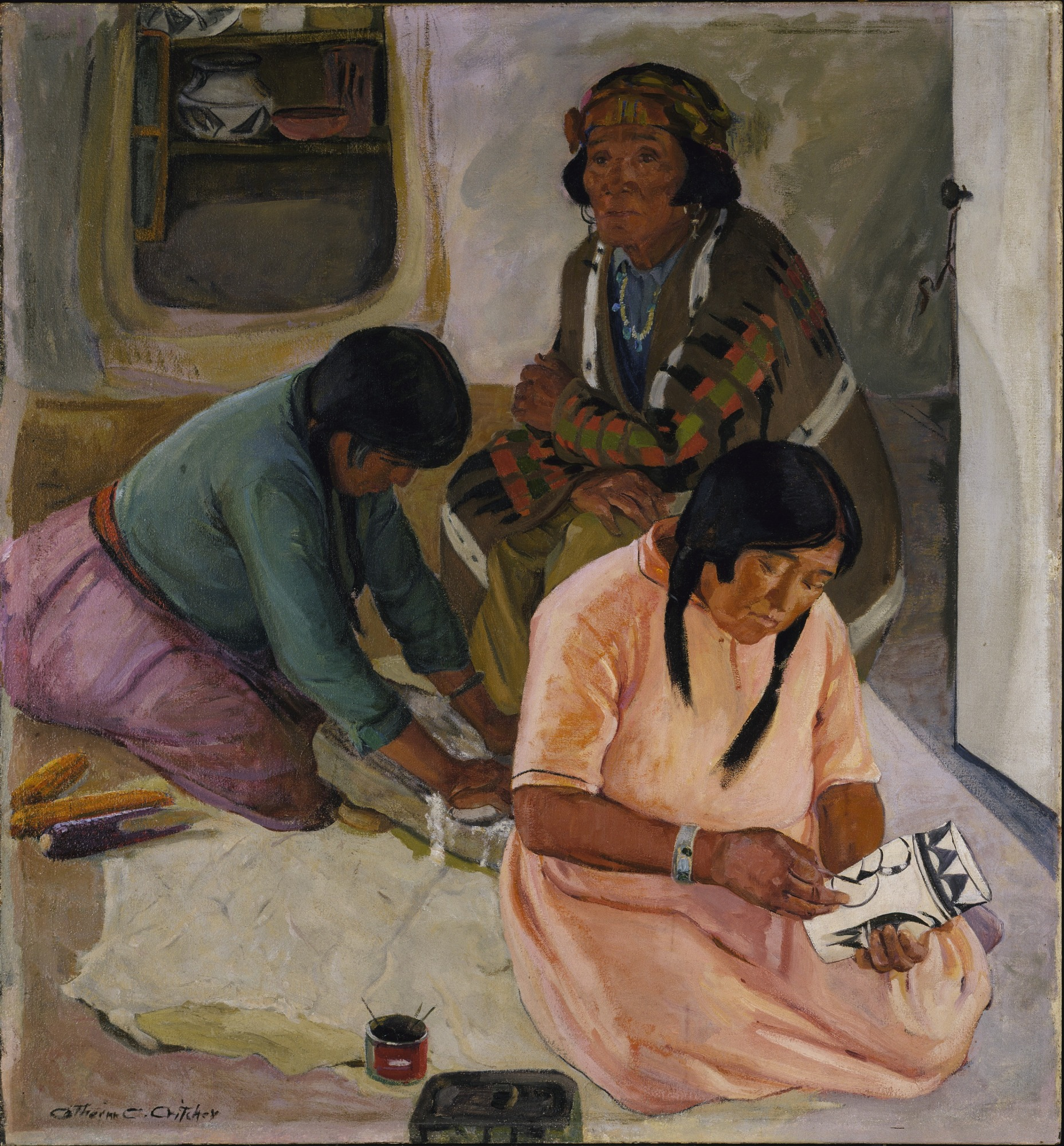
Indian Women Making Pottery (Indianerinnen beim Töpfern), ca. 1924. Smithsonian American Art Museum

Ihre künstlerische Ausbildung begann sie am Arlington Institute in Virginia und setzte sie an der Cooper Union in New York City fort. Anschließend studierte sie bei Eliphalet Frazer Andrews an der Corcoran School of Art in Washington, D.C., sowie bei Richard Emil Miller und Charles Hoffbauer. 1904 reiste sie nach Paris und schrieb sich an der Académie Julian ein, wo sie bei Jean-Paul Laurens und Charles Hoffbauer studierte. Aufgrund der Sprachbarriere gründete sie 1905 den Cours Critcher, eine Kunstschule für englischsprachige Studenten.
1909 kehrte Catharine Critcher in die USA zurück und unterrichtete bis 1919 an der Corcoran School of Art. 1919 gründete sie die Critcher School of Painting and Applied Arts in Washington, D.C., die sie bis 1940 leitete. 1920 besuchte sie zum ersten Mal Taos, New Mexico und wurde 1924 als einzige Frau in die Taos Society of Artists aufgenommen. Sie verbrachte viele Sommer in Taos, lebte aber weiterhin hauptsächlich an der Ostküste.

## Werk
Catharine Critcher war bekannt für ihre Porträts prominenter Persönlichkeiten sowie für ihre Darstellungen der Ureinwohner New Mexicos und Arizonas. Neben Porträts malte sie auch Landschaften, Stillleben und Figurenbilder. Ihre Werke zeichnen sich durch einen realistischen Stil mit Liebe zum Detail aus.